# URESAT-1
URESAT-1, auch URESAT Antonio de Nebrija, HADES-B, Spain-OSCAR 120 und SO-120,  ist ein spanischer Amateurfunksatellit. Der Satellit wurde von der spanischen Amateurfunkvereinigung AMSAT-EA entworfen und gebaut. URESAT-1 ist ein Nanosatellit der PocketQube-Bauform 1.5P (5 × 5 × 8 cm). Er trägt eine SSTV-Kamera sowie FM- und digitale Repeater-Nutzlasten. Die Hardware- und Software-Subsysteme von URESAT sind Weiterentwicklungen des früheren Hades-Satelliten.

## Mission
Am 12. Juni 2023 wurde URESAT-1 mit einer Falcon-9-Trägerrakete von der Vandenberg Space Force Base in Kalifornien auf dem Flug Transporter-8 gemeinsam mit zahlreichen weiteren Nutzlasten gestartet. Nach der Trennung von der freifliegenden Skycraft-Nutzlasthalterung am 22. Juni konnten die Antennen des Satelliten nicht ausgefahren werden, was zu einem ungünstigen Link-Budget führte. Nur Bodenstationen mit entsprechend großen Antennen können URESAT-1 empfangen. Die Telemetrie zeigt, dass der Satellit normal funktioniert und seit seinem Start dauerhaft eingeschaltet ist (Stand 11/2023).
Am 12. November 2023 wurde durch den OSCAR-Nummern-Koordinator der AMSAT-NA die Bezeichnung Spain-OSCAR-120 bzw. SO-120 verliehen.
Der Satellit ist am 21. Februar 2025 beim Wiedereintritt in die Atmosphäre verglüht.

## Frequenzen
Die Frequenzen wurden von der IARU koordiniert.
- Uplink (MHz): 145,975 MHz (FM ohne CTCSS-Subton und FSK 50 bps, AFSK, AX.25, APRS 1200 / 2400 bps)
- Downlink (MHz): 436,888 MHz (FM, CW FSK 50 bps, SSTV Robot 36)
- Bake (MHz): 436,666 MHz (Telegrafie und Sprachausgabe)
- Rufzeichen: AO4URE